# Stazione di Crotone Città
La stazione di Crotone Città era una stazione ferroviaria gestita dalle Ferrovie Calabro Lucane, capolinea principale della linea a scartamento ridotto Crotone-Petilia Policastro, a servizio del centro abitato di Crotone.

## Storia
La stazione fu aperta nel 1930 in concomitanza con l'apertura della tratta Crotone-Petilia Policastro, e continuò il suo esercizio fino al 1972.

## Strutture e impianti
La stazione è di testa in quanto capolinea principale della linea a scartamento ridotto fino a Petilia Policastro. Dopo la soppressione venne abbandonata e, infine, demolita.